# АО-63
AO-63 — советский опытный двухствольный автомат под патрон 5,45 × 39 мм, разработанный специалистами ЦНИИточмаш С. Г. Симоновым и П. А. Ткачевым для участия в конкурсе на перспективный автомат для ВС СССР. Автомат двухтемпный, первые два выстрела очереди производятся с темпом 6000 выстрелов в минуту, последующие выстрелы очереди — 850 выстрелов в минуту. В конкурсных испытаниях показал высокую кучность стрельбы (по этому критерию требованиям комиссии удовлетворили лишь АО-63 и автомат Никонова), однако по сумме показателей лучшим был признан автомат Никонова, который и стал победителем конкурса «Абакан».